# 朝鮮神話
朝鮮神話，或稱韓國神話，是指流傳於朝鮮半島（包括大韓民國和朝鮮民主主義人民共和國）的神話。與東亞其他神話有許多相似之處，特別是與西伯利亞以及滿洲的薩滿教（即巫教）傳統相似的神話體系。後來，韓國神話在道教和佛教的影響下，巫教、佛教、道教相互融合。
朝鮮神話主要分為建國神話和巫神話。韓國的建國神話分為北方系和南方系，北方系包括檀君神話、三國時代的東明王開國傳說、百濟建國神話；而南方系則包括朴赫居世神話、脫解尼師今、金閼智的卵生神話等。
巫神話與建國神話不同，主要在巫堂之間流傳，通常與民間故事和佛教元素混合在一起。相比建國神話，巫神話中的超自然存在不再是被動的角色，而是扮演積極的角色，並且分佈著多樣的神話性主題，不僅僅限於英雄神話。

## 文献神話
文獻神話的大部分是敘述王朝始祖為天孫後裔的建國神話，這類的神話觀念與日本神話相似，認為王權的神聖性源自天界。在許多神話中，從天而降的始祖會留在地上，但在高句麗的神話中，有些始祖會往來於地上與天界之間，最終則返回天界。

#### 古朝鮮神話
檀君神話中的原始主信仰是檀君王儉，據說他創建了最早的古朝鮮，所以是朝鮮的創始人。不過此傳說非真實歷史，而是神話故事成分居多。系统性的古朝鲜神话开始于于1911年的朝鮮日治時期，太白教教徒桂延寿，李沂根据传说所编写的小说桓檀古记。主要记载了上古天帝桓因之子桓雄降临，和檀君建立的古朝鲜的故事。

#### 高句麗神話
朱蒙神話講述了天帝下凡並建立國家的解慕漱的傳說。與此相關的還有解夫婁的宰相阿蘭弗接受天帝的命令，移居至迦葉原並建立東扶餘的遷國說話，以及解夫婁兒子的金蛙王神話等。雖然這些神話大同小異，但由此也可看出高句麗部族間的傳承，亦不失為一部反映出當時樸素民眾性的莊嚴歷史。這段歷史始於此部族從松花江流域的扶餘族系分裂出來，並遷徙至鴨綠江中游的渾江流域，並在與漢朝諸郡的戰鬥中，建立了大高句麗國，並將這段歷史主要透過神話性的始祖朱蒙的偉大生平來濃縮和反映。
這些以高句麗朱蒙神話為核心的傳說，在《三國遺事》和《三國史記》之前更詳細地記錄於《舊三國史》中，並在高麗時代由李奎報創作的《東明王篇》中被美化為一部長篇史詩。此外，這些神話實際上也收錄於中國的《後漢書》，以及《魏書》、《周書》、《隋書》和《北史》等文獻中。

## 外部連結
- 韩国和朝鲜神话研究比较

1. 1 2  依田 2009，第199-206頁.
2. ↑  金春子; 王健民. . 民族出版社. 1994年: 41. ISBN 9787105022618 （中文（简体））.